# G. Karajanopulos
G. Karajanopulos (gr.: Γ. Καραγιαννοπούλος, G. Karagiannopoúlos) – grecki strzelec, który wziął udział w Letnich Igrzyskach Olimpijskich 1896 (Ateny).
Na igrzyskach startował tylko w konkurencji karabinu wojskowego (odległość – 200 m); jego wynik i pozycja, jaką zajął, są jednak nieznane.